# Viktor Erdős
Viktor Erdős (ur. 2 września 1987 w Békéscsabie) – węgierski szachista, arcymistrz od 2007 roku.

## Kariera szachowa
Wielokrotnie reprezentował Węgry na mistrzostwach świata i Europy w różnych kategoriach wiekowych, największy sukces odnosząc w 2001 r. w Oropesa del Mar, gdzie zdobył tytuł mistrza świata do 14 lat. W 2003 r. zdobył w Balatonlelle tytuł drużynowego mistrza Europy juniorów do 18 lat, natomiast w Denizli – złoty medal na olimpiadzie juniorów do 16 lat. Był również wielokrotnym medalistą indywidualnych mistrzostw Węgier juniorów, m.in. w latach 2001 (I m., do 14 lat), 2004 (I-II m., do 18 lat) i 2005 (II m., do 18 lat). W 2011 r. zdobył złoty medal indywidualnych mistrzostw Węgier.
Normy na tytuł arcymistrza wypełnił w Budapeszcie, na dwóch turniejach First Saturday, w latach 2005 (edycja FS12 GM-A, I m.) i 2007 (edycja FS06 GM, dz. I m. wspólnie z Markiem Bluvshteinem i Levente Vajdą) oraz w Harkanach (2006).
Do innych jego sukcesów w turniejach międzynarodowych należą:
- dwukrotnie dz. I m. w turniejach First Saturday Budapeszcie w 2005 r. (edycja FS02 GM, wspólnie z Tiborem Fogarasim oraz edycja FS08 GM, wspólnie z Davidem Berczesem i Zlatko Ilinciciem(inne języki)),
- dz. II m. w Paksie (2005, za Ralfem Akessonem, wspólnie z Williamem Paschallem(inne języki)),
- dz. I m. w Zalakaros (2006, wspólnie z Gyulą Saxem, Laszlo Gondą i Davidem Berczesem),
- dz. I m. w Harkanach (2007, wspólnie z Attilą Czebe),
- dz. I m. w Porto San Giorgio (2008, wspólnie z m.in. Ivanem Farago),
- dz. II m. w Deizisau (2008, za Falko Bindrichem, wspólnie z m.in. Borysem Czatałbaszewem, Siergiejem Fedorczukiem, Aleksandrem Grafem i Fernando Peraltą),
- I m. w Berlinie (2009),
- dz. I m. w Balatonlelle (2009, wspólnie z Rafałem Antoniewskim),
- dz. I m. w Sarajewie (2012, turniej Bosna, wspólnie z Jewgienijem Postnym i Michaiłem Antipowem(inne języki)).

Wielokrotny reprezentant Węgier w turniejach drużynowych, m.in.:
- na drużynowych mistrzostwach świata (w roku 2011)[5],
- na drużynowych mistrzostwach Europy (w roku 2013)[6],
- siedmiokrotnie na turniejach o Puchar Mitropa (Mitropa Cup) (w latach 2003, 2004, 2006, 2007, 2008, 2009, 2012); wielokrotny medalista, w tym wspólnie z drużyną – dwukrotnie złoty (2006, 2012), srebrny (2008) i brązowy (2009)[7].

Najwyższy ranking w dotychczasowej karierze osiągnął 1 października 2013 r., z wynikiem 2661 punktów zajmował wówczas 88. miejsce na światowej liście FIDE, jednocześnie zajmując 6. miejsce wśród węgierskich szachistów.